# Ісетське сільське поселення
Ісе́тське сільське поселення (рос. Исетское сельское поселение) — муніципальне утворення у складі Ісетського району Тюменської області, Росія.
Адміністративний центр — село Ісетське.

## Населення
Населення — 7525 осіб (2020; 7435 у 2018, 7489 у 2010, 7227 у 2002).

## Склад
До складу поселення входять такі населені пункти:
| Населений пункт | Населення, осіб (2002) | Населення, осіб (2010) |
| --------------- | ---------------------- | ---------------------- |
| Ісетське, село  | 7216                   | 7479                   |
| Марино, селище  | 11                     | 10                     |